# Apoctena fastigata
Apoctena fastigata är en fjärilsart som först beskrevs av Alfred Philpott 1916.  Apoctena fastigata ingår i släktet Apoctena och familjen vecklare. Inga underarter finns listade i Catalogue of Life.